# Lijst van rivieren in New Mexico
Dit is een lijst van rivieren in New Mexico.

## Ten oosten van de continentale scheiding

### Stroomgebied van de Rio Grande
- Rio Grande
- Pecos, komt samen met de Rio Grande in Texas

### Stroomgebied van de Mississippi
- Canadian, komt samen met de rivier de Arkansas in Oklahoma
- Cimarron, ook wel Dry Cimarron, komt samen met de rivier de Arkansas in Oklahoma
- Cimarron, komt samen met de rivier de Canadian in New Mexico

## Gesloten bekken

### Bekken van Guzmán
- Mimbres

## Ten westen van de continentale scheiding

### Stroomgebied van de Colorado
- San Juan
- Animas
- Rio Puerco of the West
- Zuni
- San Francisco River
- Gila

Alabama · Alaska · Arizona · Arkansas ·  Californië · Colorado · Connecticut · Delaware · Florida · Georgia · Hawaï · Idaho ·  Illinois · Indiana · Iowa · Kansas · Kentucky · Louisiana · Maine · Maryland · Massachusetts · Michigan · Minnesota · Mississippi · Missouri · Montana · Nebraska · Nevada · New Hampshire · New Jersey · New Mexico · New York ·  North Carolina · North Dakota · Ohio · Oklahoma · Oregon · Pennsylvania · Rhode Island · South Carolina · South Dakota · Tennessee · Texas · Utah · Vermont · Virginia · Washington (staat) · Washington D.C. · West Virginia · Wisconsin · Wyoming